# Merrily We Roll Along
Merrily We Roll Along è un musical di Stephen Sondheim e George Furth, tratto dall'omonima commedia di George S. Kaufman e Moss Hart.
Il musical ripercorre al contrario la storia dell'amicizia tra il compositore Franklin Shepard, il paroliere Charles Kringas e la scrittrice Mary Flynn, dalla definitiva rottura nel 1976 al suo inizio nel 1957. Debuttato all'Alvin Theatre di Broadway il 1º ottobre 1983, il musical rimase in scena per un totale di 68 repliche e fu nominato al Tony Award alla miglior colonna sonora. Nonostante il fiasco a Broadway, il musical è stato nuovamente riproposto sulle scene newyorchesi e londinesi: ebbe infatti più fortuna nel West End, dove vinse il Laurence Olivier Award al miglior musical nel 2000. Merrily, ritenuto da Sondheim uno dei suoi musical meglio riusciti, raccoglie tutte le tematiche più importanti del compositore: la nostalgia, la delusione, la mercificazione dell'arte e lo spirito capitalista che rovina i rapporti tra gli uomini.

## Trama
La trama riportata rispecchia le modifiche fatte dagli autori per il revival dell'Off Broadway del 1994, mantenute per tutte le messe in scena successive.

### Atto I
Los Angeles, 1976. Franklin Shepard è un compositore e produttore cinematografico di grande successo e sta celebrando nella sua lussuosa casa la premiere del suo ultimo film (That Frank). La sua più vecchia amica, Mary Flynn, una critica teatrale, è disgustata dalla gente di cui Frank si circonda e dal fatto che l'uomo abbia abbandonato la musica a favore di soldi facili con film commerciali. La tensione sale quando qualcuno dice che il Premio Pulitzer per la drammaturgia è andato a Charles Kringas, un vecchio socio di Frank, e Mary, ubriaca, gli rimprovera di essersi perso la laurea del figlio e lo umilia con un brindisi prima di andarsene dalla casa e dalla vita del vecchio amico. Anche Gussie, la moglie di Frank, è furiosa con l'uomo: non solo il ruolo che spettava a lei nel film è andato alla ben più giovane Meg, ma Frank c'è anche andato a letto. Franklin la lascia e Gussie aggredisce Meg.
New York, 1973. In uno studio televisivo, Franklin e Charles devono rilasciare un'intervista in diretta, ma Frank è in ritardo. Charles e Mary parlano dietro le quinte: Charley si lamenta che Frank è troppo preso dal cinema per tornare a comporre musica con lui e Mary rimpiange l'amicizia che si sta sfilacciando tra loro tre; Charles realizza che Mary è ancora innamorata di Frank, dopo tutti quegli anni (Like It Was). Frank arriva con Gussie, che ha dei problemi con l'ex marito, ed il compositore non sa come dire all'amico di aver firmato un contratto per tre film e che quindi il musical che volevano scrivere insieme è stato posticipato. Ma la giornalista che li intervista in diretta dà l'annuncio prima che Franklin possa dirlo a Charles, che va su tutte le furie. Charles umilia Franklin in mondovisione, raccontando di come il vecchio amico stia sprecando il suo grande talento musicale e sia diventato una volgare macchina per fare soldi (Franklin Shepard Inc.). Alla fine dell'intervista, Frank lascia lo studio e interrompe ogni rapporto con Charles.
New York, 1968. Charles e Mary accolgono Frank, appena tornato da una crociera, nel suo nuovo appartamento a Central Park West; Charles ha fatto venire anche Frankie, il figlioletto che Frank non vede dal divorzio. Frank regala a Mary una copia del suo romanzo in spagnolo e a Charles il contratto firmato per una trasposizione cinematografica del loro musical, Musical Husbands. Charles si innervosisce e gli uomini cominciano a litigare, costringendo Mary a ricordare a tutti la grande amicizia che li lega (Old Friends). La star di Broadway Gussie ed il marito Joe vengono a trovarli ed è chiaro che l'attrice e Franklin abbiano una relazione. Mary, innamorata di Frank, è devastata dalla scoperta e Charles consiglia l'amico di interrompere la tresca. Rimasto solo, Frank riconsidera le sue scelte, ma Gussie lo interrompe e gli annuncia che lascerà il marito per vivere con lui (Growing Up).
New York, 1966. In un'aula di tribunale, Frank e la moglie Beth stanno divorziano e lottano per la custodia di Frankie; Beth confessa di essere ancora innamorata di Frank, ma che non può vivere con lui a causa delle sue infedeltà con Gussie e torna dal padre a Houston (Not A Day Goes By). Mary, Charles e altri amici consolano Frank e lo esortano a partire per un viaggio per scordarsi tutti e ricominciare da zero al suo ritorno (Now You Know).

### Atto II
New York, 1964. In un teatro di Broadway, la prima di Musical Husbands viene accolta da scroscianti applausi e Frank e Charles realizzano di aver scritto un grande successo (It's a Hit!). Evelyn, la moglie di Charles, è colta dalla doglie ed il marito e Beth corrono all'ospedale per il parto; Mary avverte Beth di non lasciare Frank da solo con Gussie, che sta cantando sul palco, ma la donna decide di fidarsi del marito.
New York, 1962. Mary, Charles, Frank e Beth sono stati invitati da Joe e Gussie nel loro lussuoso appartamento a Manhattan (The Blob). Gussie versa del vino addosso a Beth per liberarsi di lei e stare sola con Frank, a cui propone di scrivere un musical di cui Joe ha acquistato i diritti, Musical Husbands, invece della satira politica che il compositore vuole scrivere con Charles (Growing Up (Reprise)). Gussie chiede a Frank di suonare ai suoi ospiti una delle sue canzoni e l'uomo esegue la struggende Good Thing Going. La canzone è così apprezzata che Gussie gli chiede di risuonarla, anche se Charles glielo sconsiglia. Frank ignora l'amico e la risuona, ma il pubblico si stanca presto e si distrae (The Blob (Reprise)); Charles, irritato, lascia il party e Mary comincia a subodorare i guai futuri.
Greenwich Village, 1962. In un locale, Frank, Charles e Beth mettono in scena un loro cabaret satirico sulla Famiglia Kennedy, con Mary che li aiuta come serva di scena (Bobby and Jackie and Jack). Tra il pubblico c'è anche Joe con la fidanzata, ed ex segretaria, Gussie, immediatamente attratta da Frank. Ma il compositore presenta a tutti Beth, la fidanzata incinta con cui sta per sposarsi. Così, Beth e Frank si scambiano i voti davanti a Charles, i genitori di lei, e Mary, con il cuore infranto (Not A Day Goes By (Reprise)).
New York, 1959. Frank, Charles e Mary stanno cercando di avviare le loro rispettive carriere come compositori, parolieri e romanzieri, scontrandosi con mille difficoltà e produttori esigenti (Opening Doors). Dopo un provino, Joe suggerisce a Frank e Charles di scrivere musica più orecchiabile e di lasciare il nome alla sua segretaria. Mentre fanno le audizioni per trovare una cantante per il loro cabaret, Frank incontra Beth e se ne innamora.
New York, ottobre 1957. Mentre lo Sputnik 1 vola sopra New York, i giovani Mary, Charles e Frank si incontrano sul tetto su cui sono saliti per vedere il satellite. Frank, che sta per essere congedato dall'esercito, dice a Charles quanto gli sia piaciuta la sua commedia e si propone di musicarla insieme; Mary ha sentito Frank suonare il piano dalla sua finestra e gli dice di amare la sua musica. Frank la ringrazia e le dice che la musica è tutto per lui e i tre si fermano a guardare il satellite, pensando che tutte le strade sono aperte per loro (Our Time).

## Brani musicali

### Produzione originale
Primo atto
- "Merrily We Roll Along" – Company
- "Rich and Happy" – Franklin Shepard e ospiti
- "Merrily We Roll Along" (Reprise) – Company
- "Like It Was" – Mary Flynn
- "Franklin Shepard, Inc." – Charley Kringas
- "Merrily We Roll Along" (Reprise) – Company
- "Old Friends" – Franklin Shepard, Charley Kringas e Mary Flynn
- "Merrily We Roll Along" (Reprise) – Company
- "Not a Day Goes By" – Franklin Shepard
- "Now You Know" – Mary Flynn e Company

Secondo atto
- "It's a Hit!" – Franklin Shepard, Mary Flynn, Charley Kringas e Joe
- "Merrily We Roll Along" (Reprise) – Company
- "Good Thing Going" – Charley Kringas e Franklin Shepard
- "Merrily We Roll Along" (Reprise) – Company
- "Bobby and Jackie and Jack" – Charley Kringas, Beth, Franklin Shepard e Ted
- "Not a Day Goes By" (Reprise) – Franklin Shepard e Mary Flynn
- "Opening Doors" – Franklin Shepard, Charley Kringas, Mary Flynn, Joe e Beth
- "Our Time" – Franklin Shepard, Charley Kringas, Mary Flynn e Company
- "The Hills of Tomorrow" – Company

### Revival del 1994
Primo atto
- Overture – Orchestra
- "Merrily We Roll Along" – Company
- "That Frank" – Franklin Shepard e ospiti
- "First Transition" – Company
- "Old Friends" (Part I) – Mary Flynn e Charley Kringas
- "Like It Was" – Mary Flynn
- "Franklin Shepard, Inc." – Charley Kringas
- "Second Transition" – Company
- "Old Friends" (Part II) – Mary Flynn, Franklin Shepard e Charley Kringas
- "Growing Up" – Franklin Shepard e Gussie
- "Third Transition" – Company
- "Not a Day Goes By" – Beth
- "Now You Know" – Mary Flynn e Company

Secondo atto
- Entr'acte – Orchestra
- "Act Two Opening" – Gussie
- "It's a Hit" – Franklin Shepard, Charley Kringas, Mary Flynn, Joe e Beth
- "Fourth Transition" – Company
- "The Blob" – Gussie e Company
- "Growing Up" (Part II) – Gussie
- "Good Thing Going" – Charley Kringas
- "The Blob" (Part II) – Company
- "Fifth Transition" – Company
- "Bobby and Jackie and Jack" – Charley Kringas, Beth, Franklin Shepard e pianista
- "Not a Day Goes By" (Reprise) – Beth, Franklin Shepard e Mary Flynn
- "Sixth Transition" – Company
- "Opening Doors" – Franklin Shepard, Charley Kringas, Mary Flynn, Joe e Beth
- "Seventh Transition" – Franklin Shepard Jr., Beth e Mrs. Spencer
- "Our Time" – Franklin Shepard, Charley Kringas, Mary Flynn e Company
- Exit Music – Orchestra

## Personaggi e interpreti
| Personaggio      | Descrizione                                               | Broadway, 1981 | San Diego, 1985    | Washington, 1990   | Leicester, 1993      | Off Broadway, 1994 | Londra, 2000    | Washington, 2002 | New York, 2012      | Londra, 2012       | Broadway, 2023    |
| ---------------- | --------------------------------------------------------- | -------------- | ------------------ | ------------------ | -------------------- | ------------------ | --------------- | ---------------- | ------------------- | ------------------ | ----------------- |
| Franklin Shepard | Brillante compositore laureato alla Juiliard              | Jim Walton     | John Rubinstein    | Victor Garber      | Michael Cantwell     | Malcolm Gets       | Julian Ovenden  | Michael Hayden   | Colin Donnell       | Mark Umbers        | Jonathan Groff    |
| Charles Kringas  | Scrittore di talento laureato alla Columbia University    | Lonny Price    | Chip Zien          | David Harrison     | Evan Pappas          | Adam Heller        | Daniel Evans    | Raúl Esparza     | Lin-Manuel Miranda  | Damian Humbley     | Daniel Radcliffe  |
| Mary Flynn       | Scrittrice, pubblica un libro prima di darsi alla critica | Ann Morrison   | Heather MacRae     | Becky Ann Baker    | Maria Friedman       | Amy Ryder          | Samantha Spiro  | Miriam Shor      | Celia Keenan-Bolger | Jenna Russell      | Lindsay Mendez    |
| Beth             | Prima moglie di Franklin, madre di suo figlio             | Sally Klein    | Marin Mazzie       | Marin Mazzie       | Jacqueline Dankworth | Anne Bobby         | Mary Stockley   | Anastasia Barzee | Betsy Wolfe         | Clare Foster       | Katie Rose Clarke |
| Gussie Carnegie  | Seconda moglie di Franklin, star di Broadway              | Terry Finn     | Mary Gordon Murray | Mary Gordon Murray | Louise Gold          | Michele Pawk       | Anna Francolini | Emily Skinner    | Elizabeth Stanley   | Josefina Gabrielle | Krystal Joy Brown |

## Sviluppo e produzioni principali

### Creazione e debutto a Broadway
Visto che da anni la moglie Judy chiedeva ad Harold Prince di fare uno spettacolo con dei ragazzi come dei protagonisti, il regista propose a Stephen Sondheim di adattare la commedia di Moss Hart e George S. Kaufman Merrily We Roll Along per il teatro musicale. Dopo aver ingaggiato Ron Field come coreografo, il team creativo decise di selezionare dei teenager nei ruoli principali e di fare un rodaggio a New York, invece che a Boston o Filadelfia come di consuetudine. Le prime recensioni furono molto negative e numerosi spettatori tendevano ad abbandonare la sala prima della fine del musical. Il 21 ottobre 1981 Field fu licenziato e sostituito da Larry Fuller, mentre l'attore James Weissenbach fu rimpiazzato da Jim Walton nel ruolo del protagonista Franklin Shepard; di conseguenza, la prima fu posticipata. La prima fu nuovamente posticipata, dal 9 al 16 novembre.
Il musical finalmente debuttò all'Alvin Theatre di Broadway il 16 novembre 1981, con un cast che comprendeva: Jim Walton (Franklin Shepard), Lonny Price (Charley Kringas), Ann Morrison (Mary), Terry Finn (Gussie), Jason Alexander (Joe), Sally Klein (Beth), Geoffrey Horne (Franklin Shephard a 43 anni), David Loud (Ted), Daisy Prince (Meg), Liz Callaway (Cameriera), Tonya Pinkins (Gwen) e Giancarlo Esposito (Valedictorian). Lo show fu accolto negativamente dalla critica: per quanto la colonna sonora di Sondehim venne unanimemente lodata, il libretto di Furth fu considerato debole e i temi trattati dallo spettacolo poco adatti per un musical. Il musical chiuse il 28 novembre 1981, dopo essere rimasto in cartellone per 52 anteprime e soltanto 16 repliche regolari.

### Versioni successive
Con il permesso di Furth e Sondheim, il musical è stato successivamente modificato per nuove messe in scena e lo stesso Sondheim ha composto nuove canzoni, tra cui "Growing Up".
Dopo essere andato in scena alla Guildhall School of Music and Drama e al Bloomsbury Theatre di Londra e all'Arts Center di Cambridge, il musical debuttò al Library Theatre di Manchester il 25 gennaio 1984, con Tracie Bennett nel ruolo di Mary e la regia di Howard Lloyd Lewis.
Nel 1985 il musical andò in scena alla La Jolla Playhouse di San Diego per 25 repliche. Diretta da James Lapine, la produzione annoverava nel cast: John Rubinstein (Franklin), Chip Zien (Charles), Marin Mazzie (Beth) e Mary Gordon Murray (Gussie).
Nel 1990 il musical andò in scena all'Arena Theatre di Washington, dove rimase in cartellone per due mesi. La regia era di Douglas C. Wager e il cast comprendeva: Victor Garber (Franklin), Becky Ann Baker (Mary), Marin Mazzie (Beth) e Mary Gordon Murray (Gussy).
Nel 1992 un nuovo allestimento di Merrily andò in scena all'Haymarket Theatre di Leicester, con Maria Friedman nel ruolo di Mary, Louise Gold in quello di Gussie e le orchestrazioni di Jonathan Tunick.
Nel 1994 il musical tornò sulle scene newyorchesi, questa volta nell'Off Broadway, per 54 repliche al St. Peter's Church a partire dal 26 maggio. Facevano parte del cast Malcolm Gets e Michele Pawk.
Nel 2000 Merrily We Roll Along debuttò nel West End londinese, alla Donmar Warehouse, con grande plauso di critica e pubblico. Il musical, in scena con Julian Ovenden, Daniel Evans, Samantha Spiro, Mary Stockley ed Anna Francolini, vinse il Laurence Olivier Award al miglior musical ed Evan e Spiro furono premiati per le loro interpretazioni di Charles e Mary.
Nel 2002 il Kennedy Center di Washington rimise in scena il musical per 14 repliche dal 12 luglio 2002, con Michael Haydn (Frank), Raúl Esparza (Charles), Miriam Shor (Mary) ed Emily Skinner (Gussie).
Nel 2012 il musical tornò sulle scene newyorchesi, al New York City Center Encores!, dal 12 al 19 febbraio. Il cast comprendeva: Lin-Manuel Miranda (Charles), Colin Donnell (Frank), Celia Keenan-Bolger (Mary), Betsy Wolfe (Beth) ed Elizabeth Stanley (Gussie).
Nell'autunno 2012 Maria Friedman diresse una produzione di grande successo alla Menier Chocolate Factory, poi trasferita all'Harold Pinter Theatre del West End londinese nella primavera del 2013; questo allestimento vinse il Laurence Olivier Award al miglior revival di un musical. Il cast era composto da: Mark Umbers (Franklin), Damian Humbley (Charles), Jenna Russell (Mary Flynn) e Josefina Gabrielle (Gussie). Nel settembre e ottobre 2017 la stessa produzione fu messa in scena all'Huntington Theatre Company di Boston, con Umbers, Humbley e Donna Vivino nel ruolo di Mary.
Dal novembre al dicembre 2016 un revival diretto da Michael Arden è andato in scena a Beverly Hills con Aaron Lazar (Frank) e Wayne Brady (Charles).

## Premi e riconoscimenti

### Broadway, 1981
| Anno | Premio              | Categoria                        | Candidato        | Risultato       |
| ---- | ------------------- | -------------------------------- | ---------------- | --------------- |
| 1982 | Tony Award          | Miglior colonna sonora originale | Stephen Sondheim | Candidato/a     |
| 1982 | Drama Desk Award    | Migliori musiche                 | Stephen Sondheim | Candidato/a     |
| 1982 | Drama Desk Award    | Migliori versi                   | Stephen Sondheim | Vincitore/trice |
| 1982 | Theatre World Award | Theatre World Award              | Ann Morrison     | Vincitore/trice |

### Off Broadway, 1994
| Anno | Premio           | Categoria                    | Candidato        | Risultato   |
| ---- | ---------------- | ---------------------------- | ---------------- | ----------- |
| 1995 | Drama Desk Award | Miglior musicali             | Miglior musicali | Candidato/a |
| 1995 | Drama Desk Award | Miglior attore in un musical | Malcolm Gets     | Candidato/a |

### Londra, 2000
| Anno | Premio                 | Categoria                     | Candidato       | Risultato       |
| ---- | ---------------------- | ----------------------------- | --------------- | --------------- |
| 2001 | Laurence Olivier Award | Miglior musical               | Miglior musical | Vincitore/trice |
| 2001 | Laurence Olivier Award | Miglior attore in un musical  | Daniel Evans    | Vincitore/trice |
| 2001 | Laurence Olivier Award | Miglior attrice in un musical | Samantha Spiro  | Vincitore/trice |
| 2001 | Laurence Olivier Award | Miglior coreografo            | Peter Darling   | Candidato/a     |

### Londra, 2012
| Anno | Premio                        | Categoria                                                      | Candidato                            | Risultato       |
| ---- | ----------------------------- | -------------------------------------------------------------- | ------------------------------------ | --------------- |
| 2012 | Critics' Circle Theatre Award | Miglior musical                                                | Miglior musical                      | Vincitore/trice |
| 2014 | Laurence Olivier Awards       | Miglior revival di un musical                                  | Miglior revival di un musical        | Vincitore/trice |
| 2014 | Laurence Olivier Awards       | Miglior attrice in un musical                                  | Jenna Russell                        | Candidato/a     |
| 2014 | Laurence Olivier Awards       | Miglior performance in un ruolo non protagonista in un musical | Josefina Gabrielle                   | Candidato/a     |
| 2014 | Laurence Olivier Awards       | Miglior regia                                                  | Maria Friedman                       | Candidato/a     |
| 2014 | Laurence Olivier Awards       | Miglior Sound Design                                           | Gareth Owen                          | Vincitore/trice |
| 2014 | Laurence Olivier Awards       | Migliori costumi                                               | Soutra Gilmour                       | Candidato/a     |
| 2014 | Laurence Olivier Awards       | Eccellenza nella musica                                        | Orchestra dell'Harold Pinter Theatre | Candidato/a     |